# St. Ottilia (Absberg)

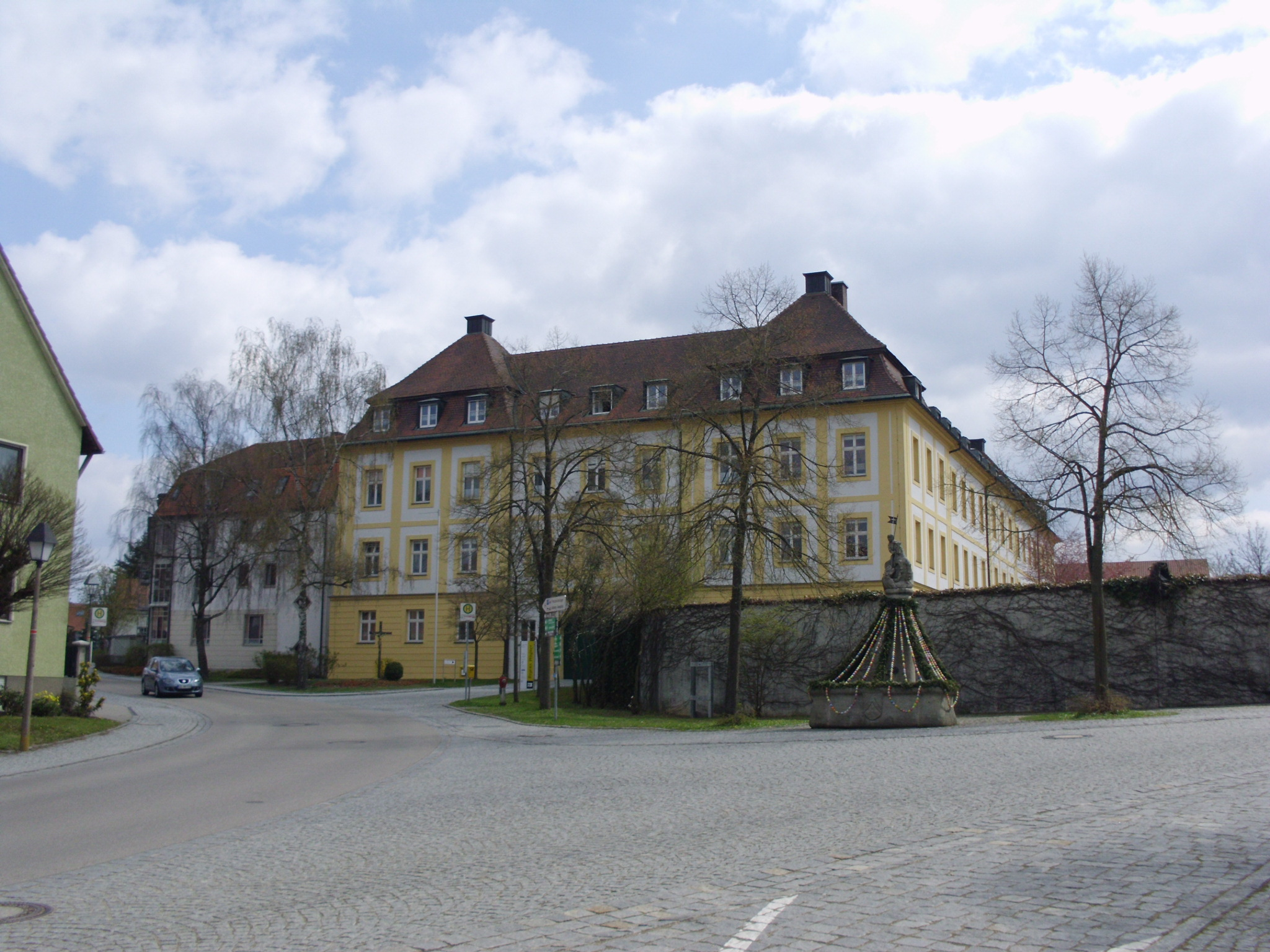
Das ehemalige Schloss mit der Pfarrkirche im hinteren Teil des Südflügels (rechts)

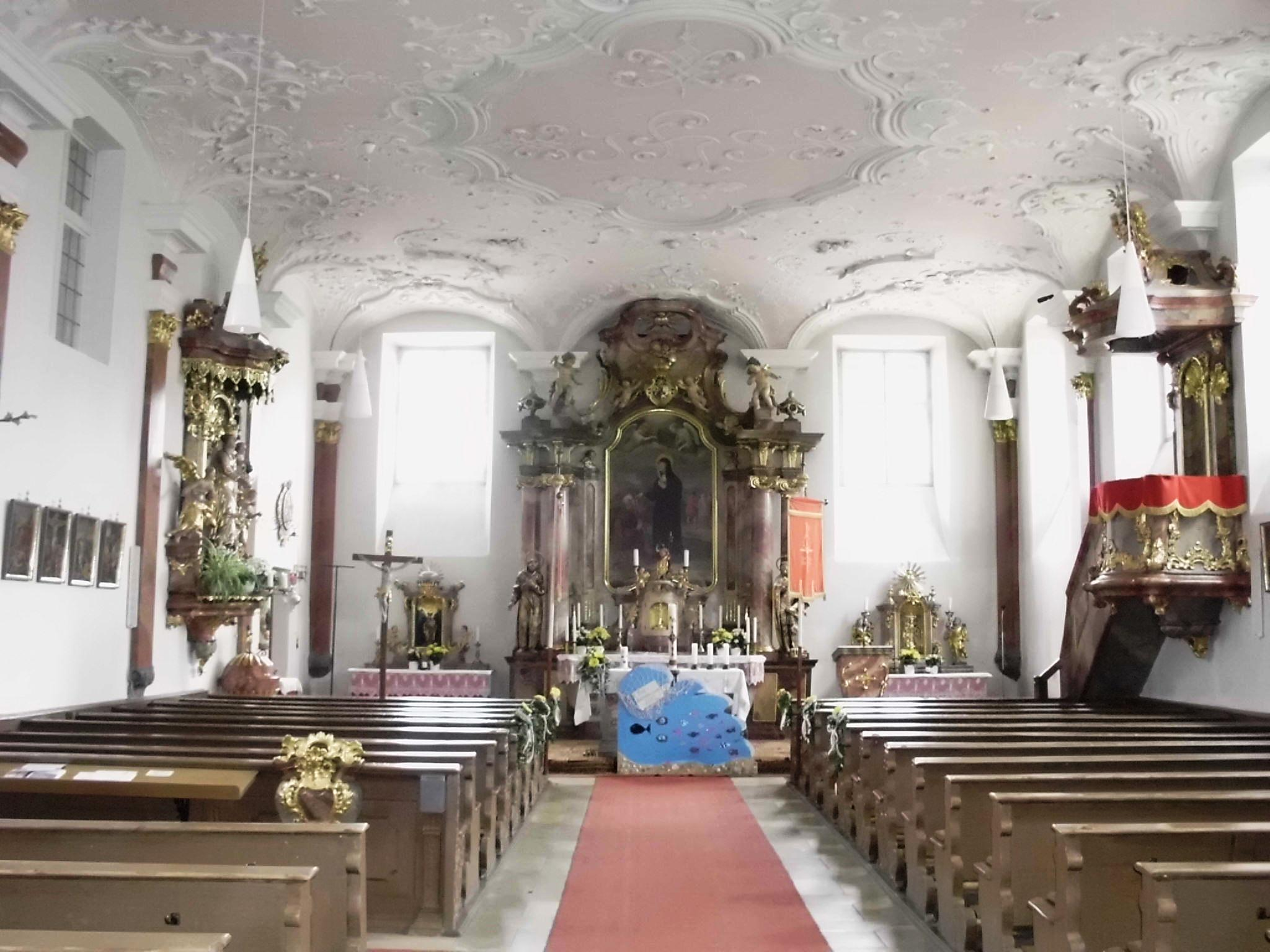
Der Innenraum gegen Osten

Die römisch-katholische Pfarrkirche St. Ottilia in Absberg, einer Gemeinde im mittelfränkischen Landkreis Weißenburg-Gunzenhausen (Bayern), ist eine im Rokoko-Stil ausgestaltete ehemalige Kapelle des Deutschordensschlosses.

## Bau- und Kirchengeschichte

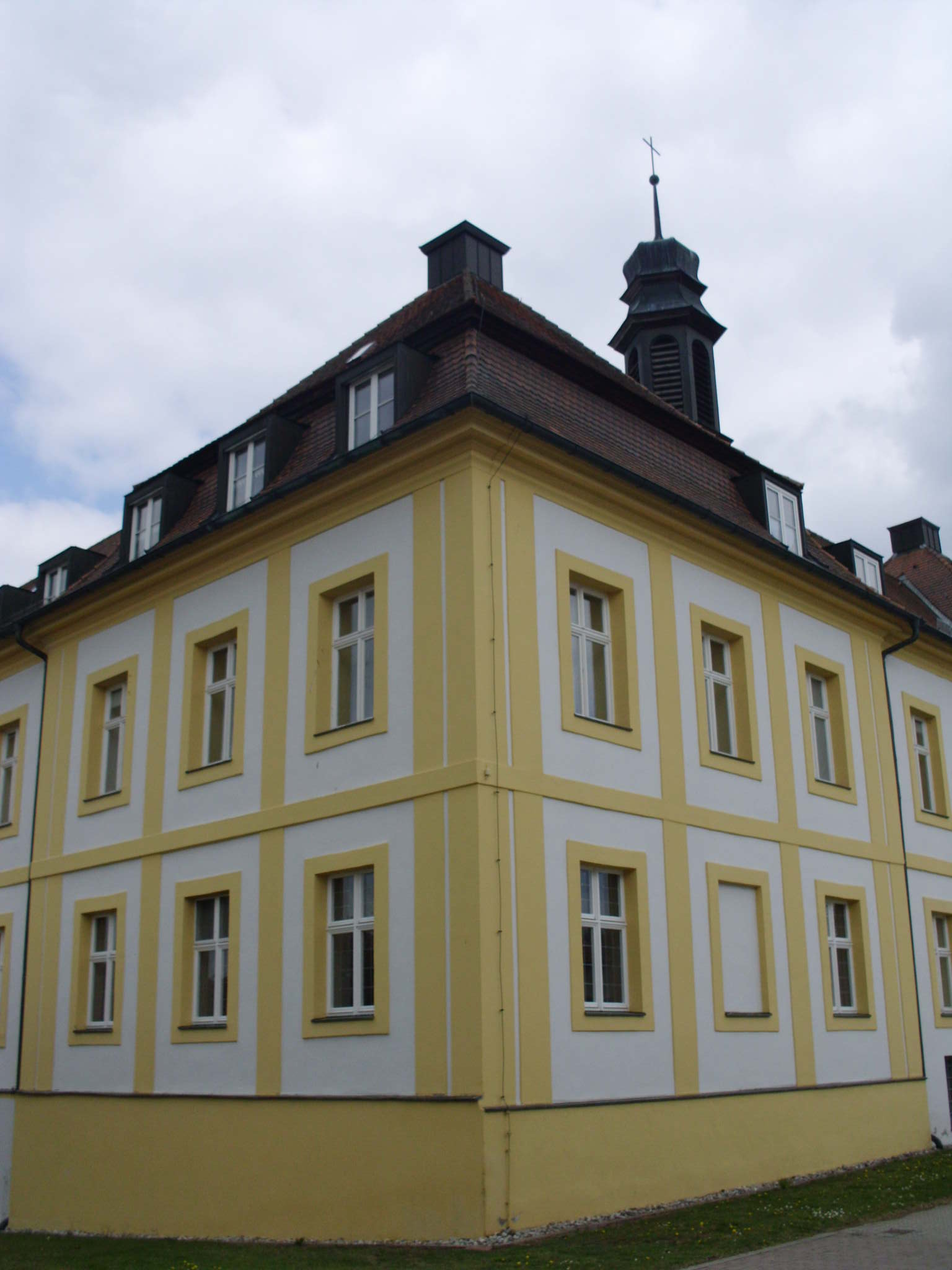
Die Pfarrkirche in der Südostecke des Schlossbaues

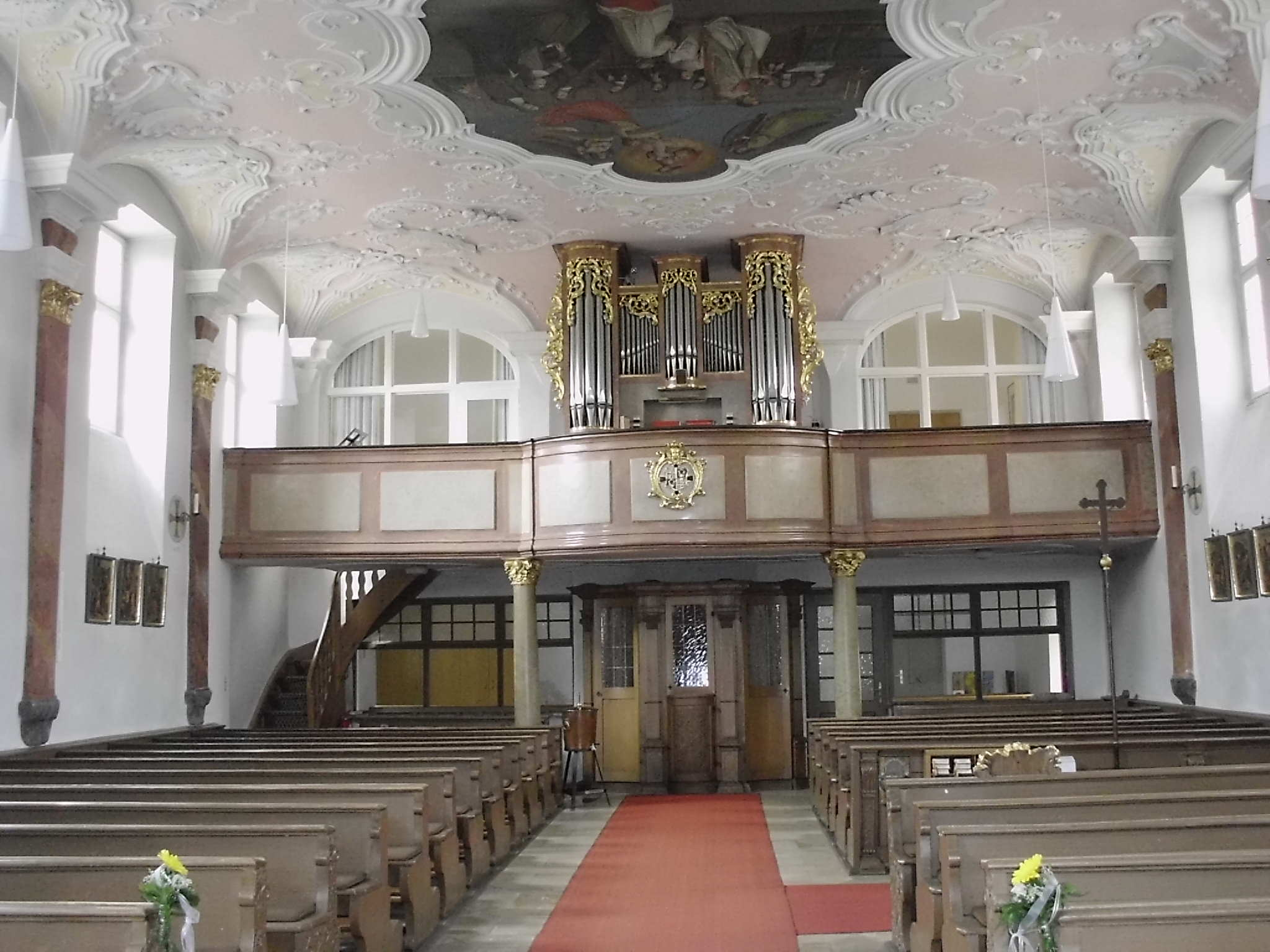
Der Innenraum gegen Westen

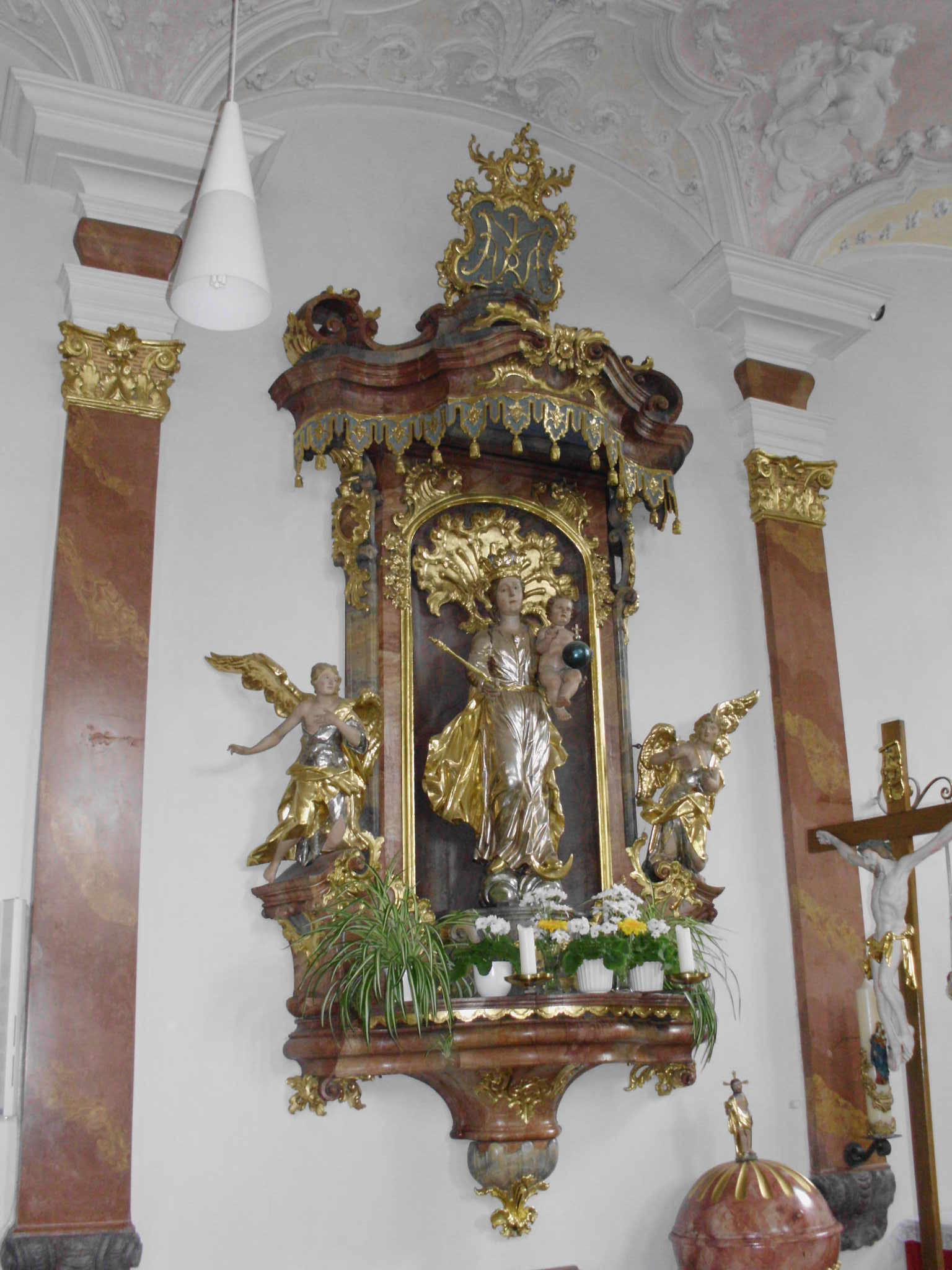
Madonna unter dem Baldachin

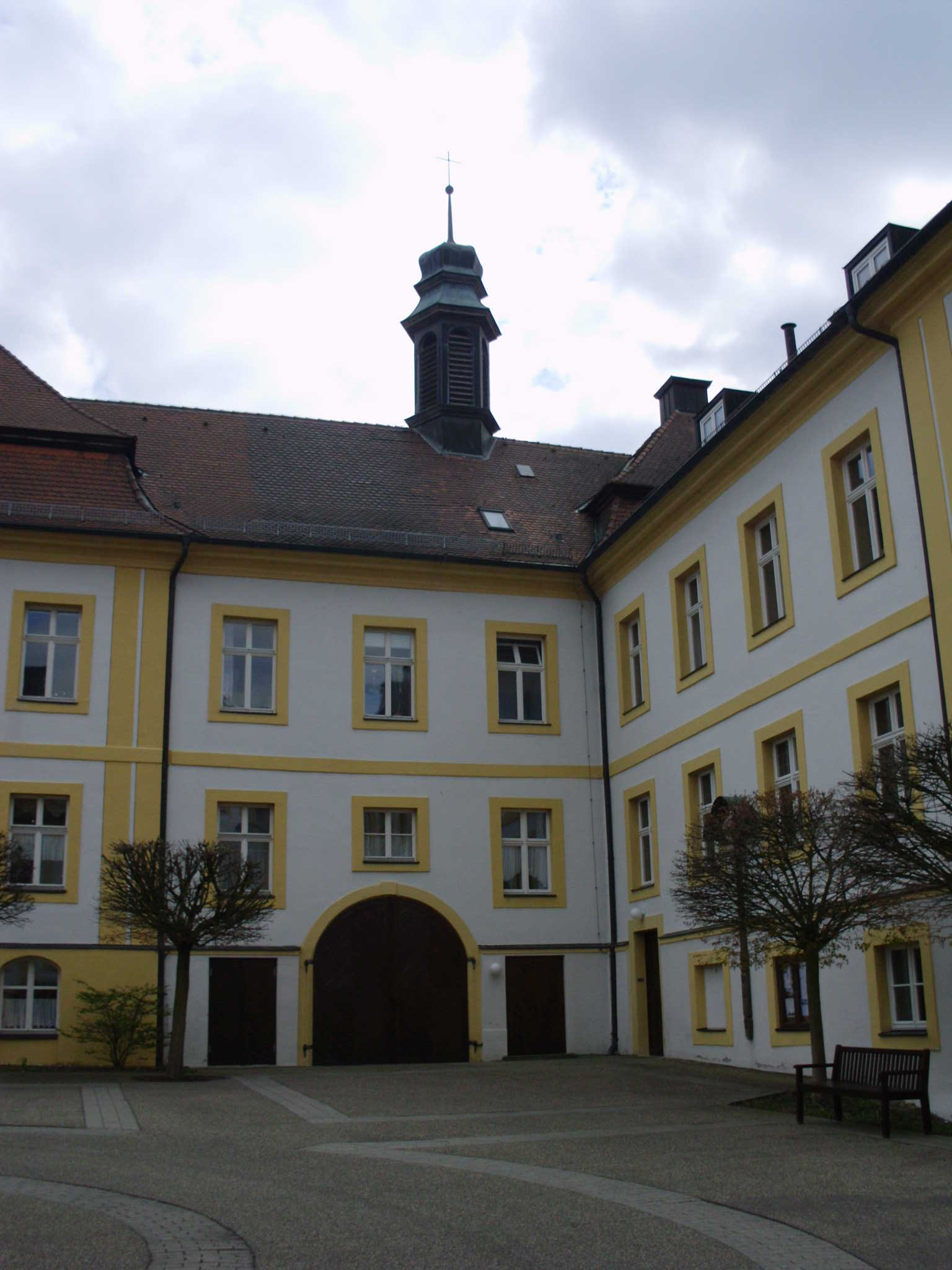
Der Dachreiter der Pfarrkirche, vom Schlosshof her gesehen

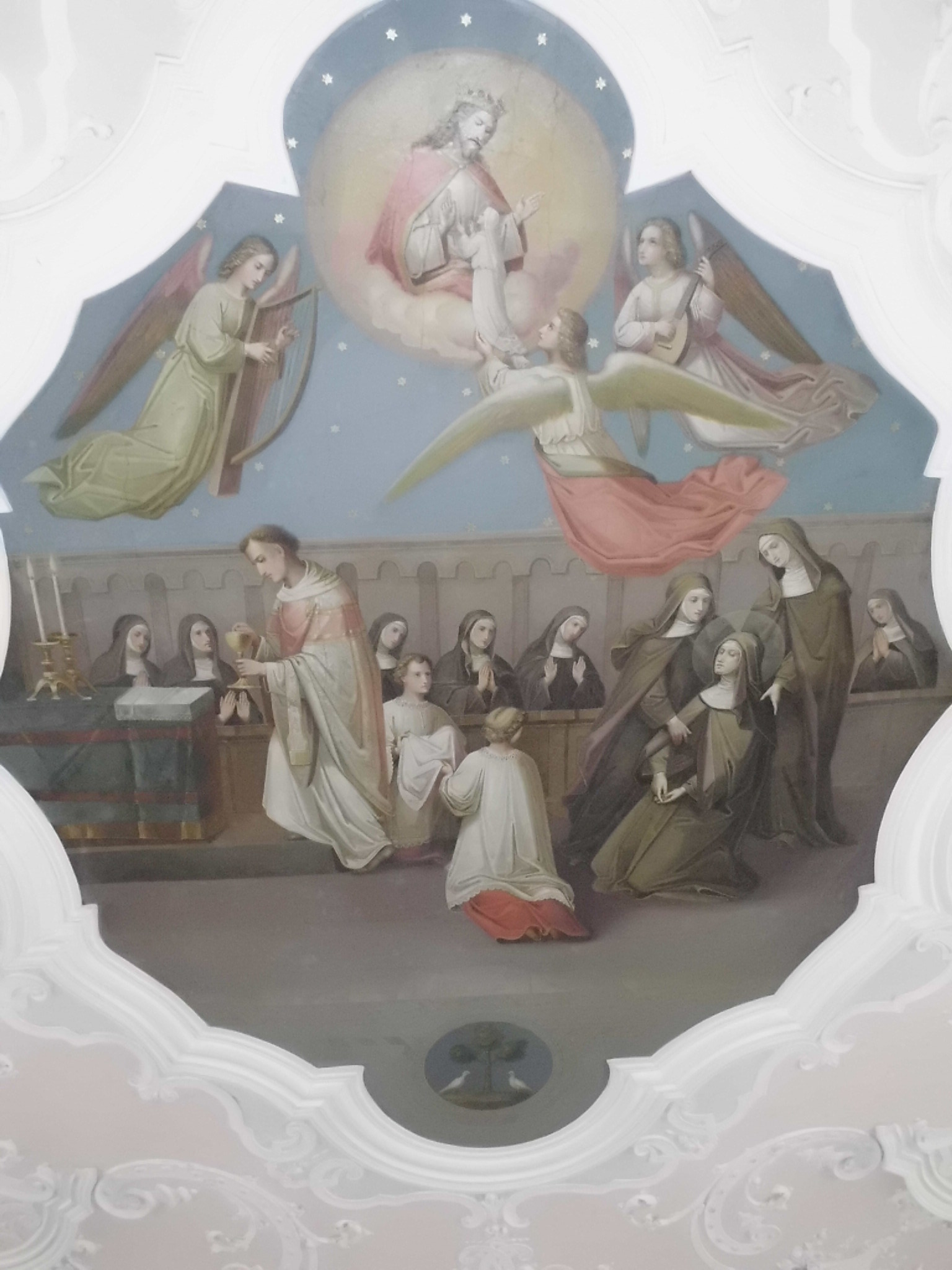
Deckengemälde (Sterben der hl. Ottilia)

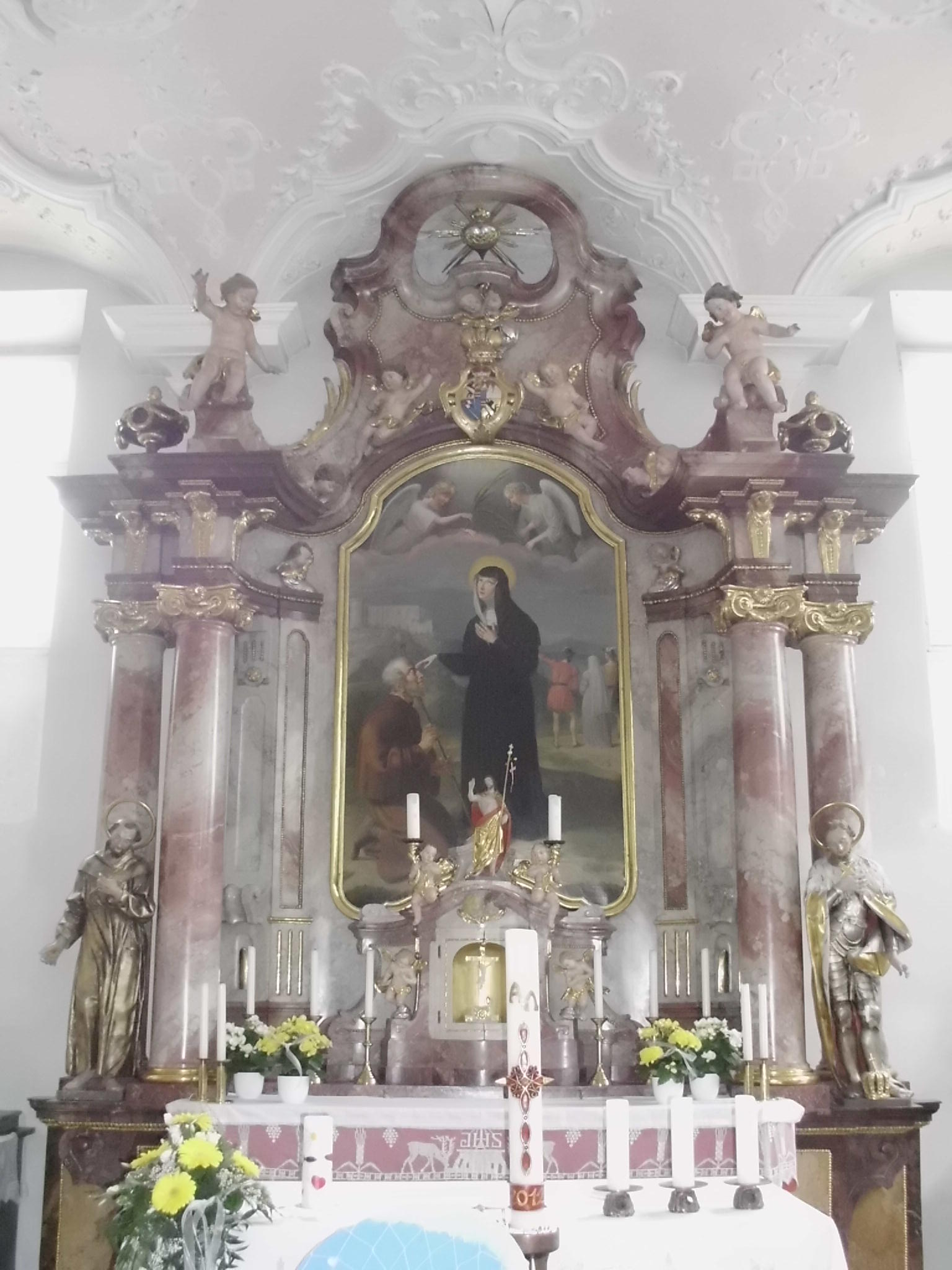
Hauptaltar

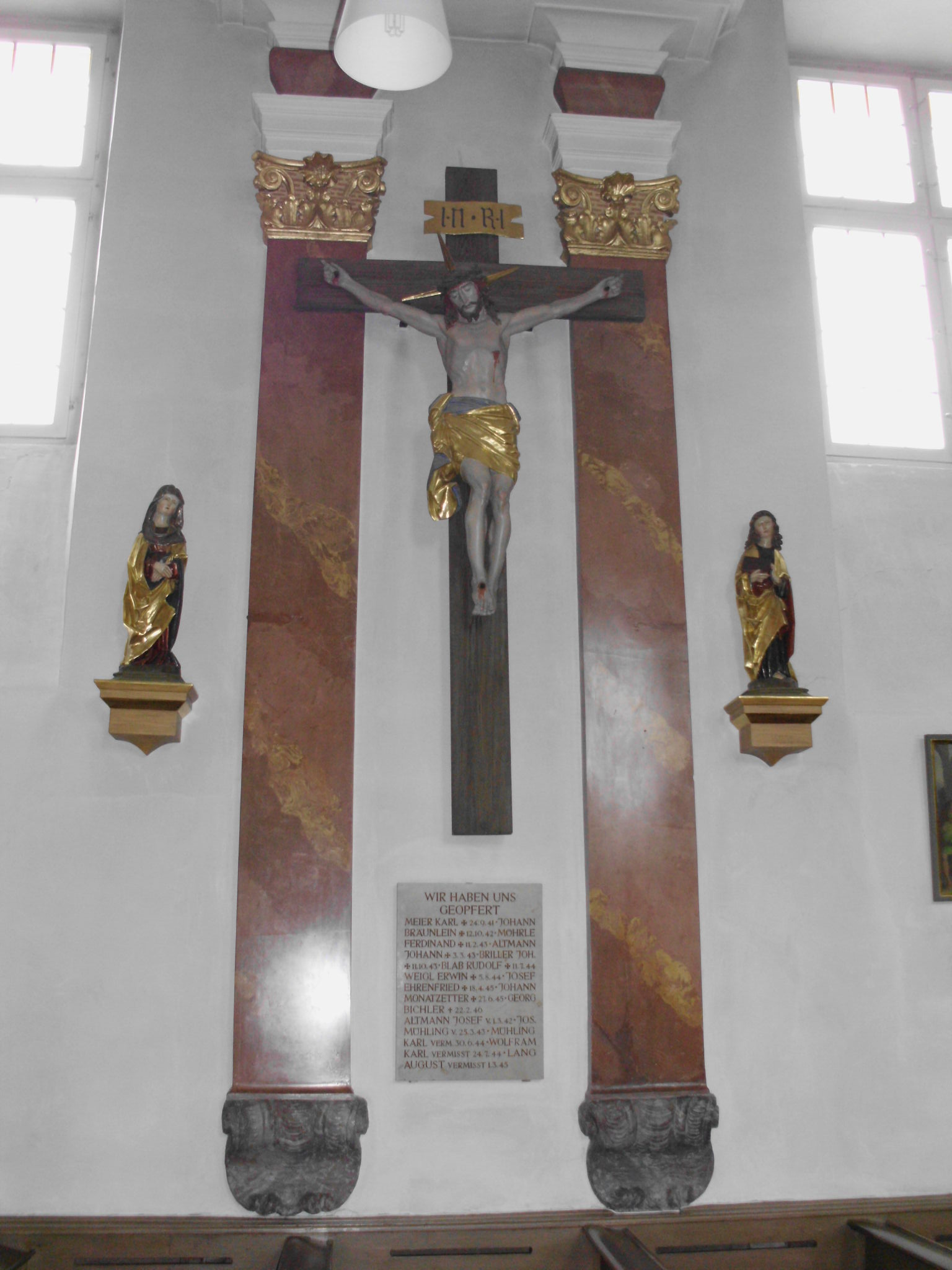
Kreuzigungsgruppe

### Cyriakus- und Ottilienkirche
Die erste Kirche von Absberg war aus Holz gebaut und zu Ehren der Heiligen Cyriakus und Ottilie geweiht. Sie stand auf dem heutigen Friedhofsgelände. Während der Ungarneinfälle 955 wurde sie niedergebrannt und in den Folgejahrzehnten in Stein neu errichtet. Die Weihe dieser Kirche in „Abbatesberc“ vollzog der Eichstätter Bischof Gundekar II. zwischen 1057 und 1075, wie das unter ihm angelegte Pontifikale Gundekarianum berichtet. 1327 wurde Absberg, bisher Filiale von Pfofeld, eine eigene Pfarrei, indem Chunrat von Absberg auf seine Bitte hin von Konrad und Gottfried von Hohenlohe mit der Pfarrei, dem Pfarrwidum und 1/3 des großen und 2/3 des kleinen Zehnt belehnt wurde. In einem Beleg von 1458 ist von einer Pfarrkirche „S. Otilie“ und in einem weiteren Schriftstück von 1480 von einer Kirche „S. Ciriaci et Otile“ mit Präsentationsrecht der Herren von Absberg die Rede. Außerdem gab es als weiteren vorreformatorischen Sakralraum eine Kapelle, die nach den Quellen 1488 Heinrich IV. von Absberg-Rumburg, Bischof von Regensburg, konsekrieren ließ; auch sie stand wieder im Bereich des heutigen Friedhofs. 1604 wurde sie renoviert und 1805/06, baufällig geworden, abgerissen.

### Christuskirche
Nachdem die Herren von Absberg bereits 1523 die Reformation für ihr Herrschaftsgebiet angenommen hatten, bauten sie 1597 bis 1598 in Absberg eine neue Kirche. Diese spätgotische Christus-Kirche war die erste Kirche im weiteren Umfeld, die als rein evangelische Kirche geplant und gebaut wurde. Als am 11. Juli 1652, fünf Jahre nach dem Aussterben der Herren von Absberg, der Deutsche Orden im Tauschweg die Herrschaft Absberg übernahm, kamen wieder Katholiken nach Absberg, die im Dienste des Deutschen Ordens standen. Der Orden erzwang um etwa 1660, dass die Christus-Kirche auch für katholische Kultushandlungen genutzt werden konnte, und zwar mit Unterbrechung bis 1834. Diese simultane Kirchennutzung war „eine Quelle zahlloser Streitigkeiten“.

### St. Ottilia
Nach Abbruch des für die Deutschherren zu kleinen Schlosses der absbergischen Herrschaft, erbaut 1593/95, wurde 1723 bis 1726 unter dem baufreudigen Landkomtur Karl Heinrich von Hornstein († 1745 in Ellingen) von einem in den Quellen nicht genannten Baumeister, ausweislich des Stiles und gestützt durch biographische Bezüge vielleicht von Gabriel de Gabrieli, ein dreiflügeliges Barockschloss errichtet, das auch eine Kapelle beinhaltete, die am 7. September 1727 der Eichstätter Weihbischof Johann Adam Nieberlein konsekrierte. Für 1732 erfährt man, dass von den Untertanen des Deutschen Ordens in Absberg 24 lutherisch und 31 katholisch sind.
Nachdem im Zuge der Säkularisation das Schloss 1809 vom Königreich Bayern an Privatleute veräußert und im gleichen Jahr die katholische Gemeinde Absberg zur Pfarrei erhoben worden war, mietete diese 1812 die Schlosskapelle für ihre Gottesdienste an. Als 1826 die Christus-Kirche einer „gründlichen Reparatur“ unterzogen wurde, konnte die evangelische Pfarrei wie noch einmal bei der Kirchenrenovierung von 1851 die katholische Schlosskapelle mitbenutzen. 1834 kaufte die katholische Pfarrei die Schlosskapelle mit den darüber liegenden Stockwerken und mit dem Rittersaal und beendete am 14. August des gleichen Jahres das Simultaneum mit einem gütlichen Vergleich. 1835 ging die Christus-Kirche mit einer feierlichen Schlüsselübergabe wieder zur Gänze an die Evangelisch-lutherische Kirche über. Ebenfalls 1835 vergrößerte die katholische Pfarrei die ehemalige Schlosskapelle nach Westen; zuvor reichte sie nur bis zum Kirchenportal. Die feierliche Einweihung mitsamt der Bestimmung zur Pfarrkirche mit dem früheren Patronat „St. Ottilia“ erfolgte am 22. November 1835.
1927 überließ die Pfarrei die Stockwerke über der Pfarrkirche den Schwestern vom Orden der Dillinger Franziskanerinnen, die das 1910 zum „Ottilienheim“ zur Betreuung geistig behinderter Mädchen und Frauen umfunktionierte ehemalige Schloss betreuten und auch die Betreuung der Pfarrkirche übernahmen. Als 1969 bei einem durch eine Heimbewohnerin verursachten Brand in den Dachgeschossen über der Pfarrkirche der Sakralraum vor allem durch Löschwasser schwer in Mitleidenschaft gezogen wurde, konnten die Katholiken während der Renovierung die Christus-Kirche wieder mitbenutzen. Die vom Einsturz bedrohte Stuckdecke konnte gerettet werden; die Renovierungsarbeiten dauerten bis in den Herbst 1972.

## Baubeschreibung
Die Kirche liegt in der östlichen Hälfte des Südflügels des ehemaligen Deutschordensschlosses, wo sie das Erdgeschoss und das erste Obergeschoss einnimmt. Auf dem Dach des Obergeschosses sitzt, um wenige Meter nach Norden verschoben, ein vom Schlosshof aus gut sichtbarer sechseckiger Dachreiter mit Kuppel über halb ausgeführtem Spitzdach mit Geläute. Außen ist die Kirche wie die gesamte Schlossanlage durch Horizontal- und Vertikalputzbänder gegliedert. Die Fenster sind rechteckig und von gleicher Größe wie im übrigen Flügel. Der Zugang zur Kirche erfolgt über den Schlosshof, das Kirchenportal befindet sich am Ende des Südflügels.
Der Sakralraum ist eine rechteckige, sechsachsige Saalanlage mit flacher Spiegeldecke mit Stichkappen und mit einer Empore im Westen; die Kirchenerweiterung hinter der Emporenseite ist durch gegliederte Glaswände abgetrennt. Die Wände weisen eine korinthische Pilastergliederung auf.

## Bauseitige Ausstattung
Von den beiden Deckenmedaillons, die bei einer Restaurierung 1887 der Deininger Kunstmaler Lang schuf, hat sich nur noch eines erhalten, das das Sterben der Kirchenpatronin zeigt. Das zweite wurde beim Brand 1969 zerstört; es stellte die Taufe der hl. Ottilia dar. Die Rahmen sind aus Stuck von Akanthusranken mit Bandelwerk, Blumenvasen und musizierenden Puttengruppen, geschaffen vom Deutschordensbruder und -künstler Franz Joseph Roth.

## Bewegliche Ausstattung
- Der Hochaltar, der aus der alten katholischen Kirche von Ansbach, der „Karlshalle“ stammt, ist eine Stuckmarmoranlage des Klassizismus von 1777 mit Rokoko-Tabernakel; an ihm ist in einer Kartusche über dem Altarbild das Wappen des Fürstbischofs Franz Ludwig von Erthal zu Bamberg und Würzburg zu sehen. Das zwischen vier ionischen Säulen wohl um die Mitte des 19. Jahrhunderts eingefügte Altarblatt zeigt die hl. Ottilia, einen Blinden heilend. Die Assistenzfiguren stellen den hl. Franz von Assisi und den hl. Ludwig, König von Frankreich, dar.[20]
- Die Spätrokoko-Kanzel an der Südwand, ein geschweifter Rechteckkorpus mit Eckpilastern und Muschelwerkschnitzereien, trägt auf dem Schalldeckel das Wappen des Landkomturs Friedrich Karl von Eyb (1748–1764) und entstand wohl 1760.[21] Die Kanzel und die an der Ostwand stehenden Seitenaltäre waren vermutlich schon zur Zeit der Deutschherren-Ordenskapelle vorhanden.[18]
- Der in Holz geschnitzte, marmorierte Taufstein stammt ebenfalls aus der Ansbacher Karlshalle. Er wird dem Klassizismus zugerechnet (um 1800)[22] und steht an der Nordwand.
- Der geschnitzte barocke Beichtstuhl, „eine gute Frührokokoanlage in Eichenholz“,[23] entstand um 1725. Er steht in der Mitte unterhalb der Empore.
- Über der Sakristeitür sieht man das Wappen des Würzburger Bischofs Matthias Ehrenfried, der 1871 in einem heute nicht mehr existierenden Teil des Absberger Schlosses geboren wurde.[18]
- An der nördlichen Seitenwand steht eine bekrönte Madonna in einer Nische unter einem Rokokobaldachin; der marmorierte Rahmen mit Muschelwerk wird von zwei Engeln begleitet. An der südlichen Seitenwand ist neben der Kanzel eine Kreuzigungsgruppe angebracht; unter dem Kreuz zwischen zwei Pilastern erinnert eine Tafel an die im Zweiten Weltkrieg gefallenen Pfarreiangehörigen.
- An der Emporenstirnseite ist das Wappen des Schlosserbauers, des Landkomturs Karl Heinrich von Hornstein angebracht.[18]
- Die Orgel ist ein Werk der Firma Stellmacher in Nürnberg von 1975. Sie ersetzte die Steinmeyer-Orgel, die dem Brand von 1969 zum Opfer fiel.[18]
- Die Kreuzwegbilder wurden 1858 im Nazarener-Stil gemalt.[18]
- Die beiden Glocken im Dachreiter stammen von 1780 und 1790 und wurden 1884 umgegossen.[24]